# Wilson S. Bissell

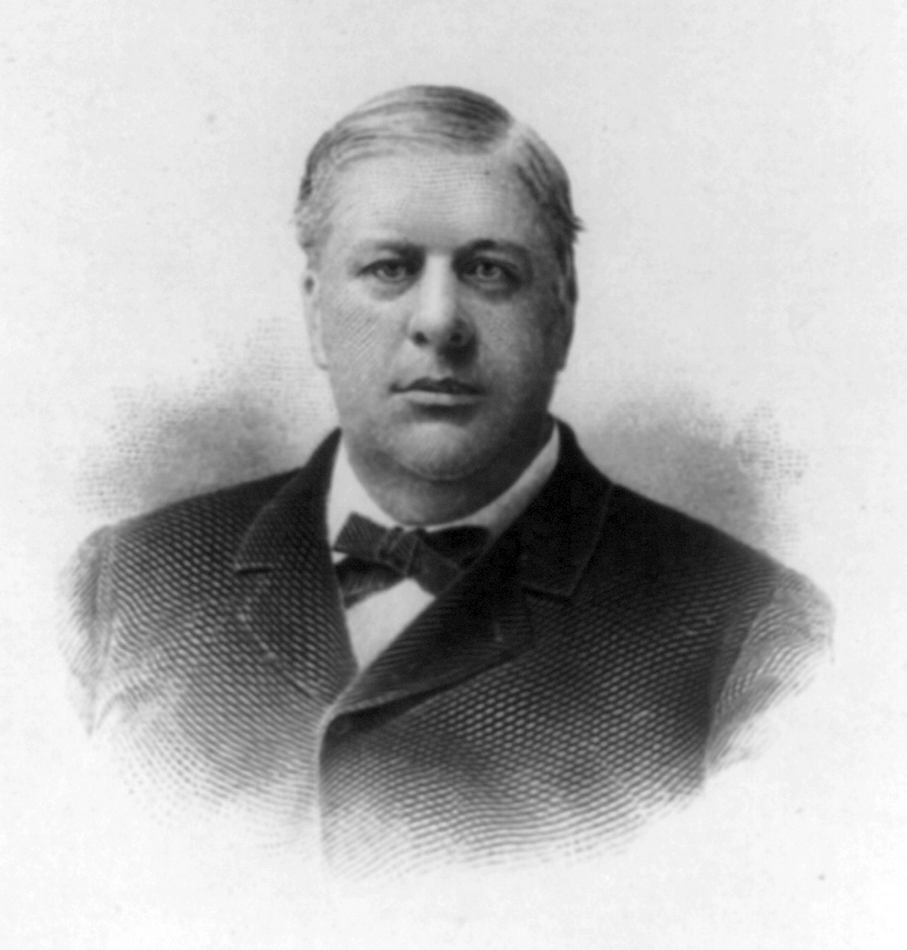
Wilson Shannon Bissell

Wilson Shannon Bissell (* 31. Dezember 1847 in New London, Oneida County, New York; † 6. Oktober 1903 in Buffalo, New York) war ein US-amerikanischer Politiker (Demokratische Partei), der während der zweiten Amtszeit von Präsident Grover Cleveland als US-Postminister amtierte.

## Werdegang
Wilson Bissell machte 1869 seinen Abschluss an der Yale University. 1871 wurde er in die Anwaltskammer des Staates New York aufgenommen, woraufhin er als Jurist in einer Kanzlei in Buffalo zu arbeiten begann. Dort war auch Grover Cleveland tätig. Die beiden Männer wurden enge Freunde und gründeten 1873 gemeinsam die Kanzlei Bass, Cleveland & Bissell.
Nachdem Cleveland 1882 zum Gouverneur von New York gewählt worden war, musste Bissell die Praxis umstrukturieren; er blieb aber als prominenter Wirtschaftsanwalt in Buffalo ansässig. 1884 gehörte er dann dem Electoral College an, das Cleveland zum US-Präsidenten wählte; weitere Angebote, politisch tätig zu werden, schlug er zunächst aus. Erst als der zwischenzeitlich abgewählte Cleveland 1892 ein zweites Mal Präsident wurde, akzeptierte Bissell die Nominierung zum Postmaster General.
Die Aufgabe, Reformen im öffentlichen Dienst durchzusetzen und zugleich demokratische Parteifreunde mit Ämtern im Apparat des Postal Service versorgen, bereitete Bissell jedoch große Probleme. Hinzu kam, dass seine Ausgaben durch den Umstand, dass er seinen Lebensmittelpunkt nach Washington verlegen musste, drastisch anstiegen. So trat er bereits 1895 wieder zurück. Er zog wieder nach Buffalo, arbeitete als Anwalt und wurde 1902 Kanzler der University of Buffalo. Politisch war er lediglich 1896 noch einmal als Delegierter der Democratic National Convention aktiv.